# Джулія Босеруп
Джулія Босеруп (англ. Julia Boserup; нар. 9 вересня 1991) — колишня американська тенісистка.
Найвищу одиночну позицію світового рейтингу — 80 місце досягла 26 червня 2017, парну — 218 місце — 23 жовтня 2017 року.
Здобула 3 одиночні та 1 парний титул туру ITF.
Найвищим досягненням на турнірах Великого шолома було 3 коло в одиночному розряді.
Завершила кар'єру 2019 року.

## Фінали ITF

### Одиночний розряд: 6 (3–3)
| Легенда          |
| ---------------- |
| Турніри $100,000 |
| Турніри $75,000  |
| Турніри $50,000  |
| Турніри $25,000  |
| Турніри $10,000  |

| Результат | Ранг | Дата            | Турнір                      | Покриття   | Суперниця        | Рахунок       |
| --------- | ---- | --------------- | --------------------------- | ---------- | ---------------- | ------------- |
| Поразка   | 1.   | 10 липня 2011   | Waterloo Challenger, Канада | Ґрунт      | Шерон Фічмен     | 3–6, 6–4, 4–6 |
| Перемога  | 1.   | 13 вересня 2011 | ITF Реддінг, США            | Тверде     | Ольга Пучкова    | 6–4, 2–6, 6–3 |
| Поразка   | 2.   | 30 жовтня 2011  | Saguenay Challenger, Канада | Тверде (i) | Тімеа Бабош      | 6–7, 3–6      |
| Перемога  | 2.   | 30 січня 2012   | ITF Ранчо-Санта-Фе, США     | Тверде     | Лорен Девіс      | 6–0, 6–3      |
| Поразка   | 3.   | 13 липня 2014   | Sacramento Challenger, США  | Тверде     | Олівія Роговська | 2–6, 5–7      |
| Перемога  | 3.   | 11 травня 2015  | ITF Ролі, США               | Ґрунт      | Саманта Кроуфорд | 6–3, 6–2      |

### Парний розряд: 4 (1–3)
| Легенда          |
| ---------------- |
| Турніри $100,000 |
| Турніри $75,000  |
| Турніри $50,000  |
| Турніри $25,000  |
| Турніри $10,000  |

| Результат | Ранг | Дата             | Турнір                  | Покриття | Партнерка         | Суперниці                             | Рахунок  |
| --------- | ---- | ---------------- | ----------------------- | -------- | ----------------- | ------------------------------------- | -------- |
| Поразка   | 1.   | 12 жовтня 2009   | ITF Канзас, США         | Тверде   | Лора Гренвілл     | Лілія Остерло Анна Татішвілі          | 0–6, 3–6 |
| Поразка   | 2.   | 8 листопада 2010 | ITF Фінікс, США         | Тверде   | Слоун Стівенс     | Лужанська Тетяна Коко Вандевей        | 5–7, 4–6 |
| Поразка   | 3.   | 4 листопада 2013 | ITF Каптіва-Айленд, США | Тверде   | Александра Мюллер | Габріела Дабровскі Еллі Вілл          | 1–6, 2–6 |
| Перемога  | 1.   | 28 вересня 2015  | ITF Лас-Вегас, США      | Тверде   | Ніколь Гіббс      | Паула Крістіна Гонсалвеш Саназ Маранд | 6–3, 6–4 |